# Cyclassics Hamburg 2015
De 20e editie van de Vattenfall Cyclassics werd verreden op 23 augustus 2015. De wedstrijd maakte deel uit van de UCI World Tour 2015. De titelverdediger was de Noor Alexander Kristoff. Deze werd dit jaar tweede na de Duitse sprinter André Greipel.

## Deelnemers
| 17 UCI World Tour-ploegen | 17 UCI World Tour-ploegen | 17 UCI World Tour-ploegen | 3 wildcards             |
| ------------------------- | ------------------------- | ------------------------- | ----------------------- |
| AG2R La Mondiale          | Giant-Alpecin             | Movistar                  | Bora-Argon 18           |
| Astana                    | IAM Cycling               | Orica-GreenEdge           | Cult Energy Pro Cycling |
| BMC Racing Team           | Katjoesja                 | Team Sky                  | MTN-Qhubeka             |
| Cannondale-Garmin         | Lampre-Merida             | Tinkoff-Saxo              |                         |
| Etixx-Quick Step          | LottoNL-Jumbo             | Trek Factory Racing       |                         |
| FDJ                       | Lotto Soudal              |                           |                         |
|                           |                           |                           |                         |
|                           |                           |                           |                         |

## Uitslag
| Vattenfall Cyclassics 2015 (221,3 km) |                             |                         |          |
| Plaats                                | Naam                        | Ploeg                   | Tijd     |
| Winnaar                               | André Greipel               | Lotto Soudal            | 4u57'04" |
| 2                                     | Alexander Kristoff          | Katjoesja               | z.t.     |
| 3                                     | Giacomo Nizzolo             | Trek Factory Racing     | z.t.     |
| 4                                     | Tom Boonen                  | Etixx-Quick Step        | z.t.     |
| 5                                     | Greg Van Avermaet           | BMC Racing Team         | z.t.     |
| 6                                     | Arnaud Démare               | FDJ                     | z.t.     |
| 7                                     | Matti Breschel              | Tinkoff-Saxo            | z.t.     |
| 8                                     | Ramon Sinkeldam             | Team Giant-Alpecin      | z.t.     |
| 9                                     | Niccolò Bonifazio           | Lampre-Merida           | z.t.     |
| 10                                    | Rasmus Guldhammer           | Cult Energy Pro Cycling | z.t.     |
| 11                                    | Davide Cimolai              | Lampre-Merida           | z.t.     |
| 12                                    | Roeslan Tleoebajev          | Astana Pro Team         | z.t.     |
| 13                                    | Reinardt Janse van Rensburg | MTN-Qhubeka             | z.t.     |
| 14                                    | Elia Viviani                | Team Sky                | z.t.     |
| 15                                    | Arman Kamysjev              | Astana Pro Team         | z.t.     |
| 16                                    | Ralf Matzka                 | Bora-Argon 18           | z.t.     |
| 17                                    | Luka Pibernik               | Lampre-Merida           | z.t.     |
| 18                                    | Lasse Norman Hansen         | Team Cannondale-Garmin  | z.t.     |
| 19                                    | Rick Zabel                  | BMC Racing Team         | z.t.     |
| 20                                    | Sondre Holst Enger          | IAM Cycling             | z.t.     |

1996 · 
1997 · 
1998 · 
1999 · 
2000 · 
2001 · 
2002 · 
2003 · 
2004 · 
2005 · 
2006 · 
2007 · 
2008 · 
2009 · 
2010 · 
2011 · 
2012 ·
2013 · 
2014 ·  
2015 ·  
2016 ·  
2017 · 
2018 · 
2019 · 
2020 · 
2021 · 
2022 · 
2023 ·
2024 ·
2025
 Tour Down Under · 
 Parijs-Nice · 
 Tirreno-Adriatico · 
 Milaan-San Remo ·
 E3 Harelbeke ·
 Ronde van Catalonië ·
 Gent-Wevelgem ·
 Ronde van Vlaanderen ·
 Ronde van Baskenland ·
 Parijs-Roubaix ·
 Amstel Gold Race ·
 Waalse Pijl ·
 Luik-Bastenaken-Luik ·
 Ronde van Romandië ·
 Ronde van Italië ·
 Critérium du Dauphiné ·
 Ronde van Zwitserland ·
 Ronde van Frankrijk ·
 Clásica San Sebastián ·
 Ronde van Polen ·
/ Eneco Tour ·
 Vattenfall Cyclassics ·
 GP Ouest-France Plouay ·
 Grote Prijs van Quebec ·
 Ronde van Spanje ·
 Grote Prijs van Montreal ·
 UCI Ploegentijdrit ·
 Ronde van Lombardije